# Disintegration
Az 1989-es Disintegration a The Cure nyolcadik nagylemeze. Az album visszatérés a gothic rock hangzáshoz, amelyet az 1980-as évek elején hoztak létre. Robert Smith énekes, akire egyre nagyobb nyomás nehezedett az együttes sikere kapcsán, hallucinogén anyagokat kezdett használni, ami nagyban érintette a munkálatokat. A felvételek alatt Lol Tolhurst-öt, az együttes alapító tagját kirúgták a zenekarból, így nem játszott a lemezen.
Bár a kiadó attól félt, hogy az album kereskedelmi öngyilkosság lesz, az együttes kereskedelmi sikereinek csúcsa lett. Az Egyesült Királyságban a 3., az Egyesült Államokban a 12. helyig jutott. A Lovesong a 2. helyig jutott előre a Billboard Hot 100-on. A Disintegration máig a The Cure legeladottabb lemeze (több mint hárommillió példány), emellett a kritikusok is elismerték. A Rolling Stone magazin Minden idők 500 legjobb albuma listáján a 326. helyre került. Szerepel továbbá az 1001 lemez, amit hallanod kell, mielőtt meghalsz című könyvben.

## Az album dalai
|     | Cím                        | Szerző(k)                                              | Hossz |
| --- | -------------------------- | ------------------------------------------------------ | ----- |
| 1.  | Plainsong                  | Smith, Gallup, O’Donnell, Thompson, Tolhurst, Williams | 5:12  |
| 2.  | Pictures of You            | Smith, Gallup, O’Donnell, Thompson, Tolhurst, Williams | 7:24  |
| 3.  | Closedown                  | Smith, Gallup, O’Donnell, Thompson, Tolhurst, Williams | 4:16  |
| 4.  | Lovesong                   | Smith, Gallup, O’Donnell, Thompson, Tolhurst, Williams | 3:29  |
| 5.  | Last Dance                 | Smith, Gallup, O’Donnell, Thompson, Tolhurst, Williams | 4:42  |
| 6.  | Lullaby                    | Smith, Gallup, O’Donnell, Thompson, Tolhurst, Williams | 4:08  |
| 7.  | Fascination Street         | Smith, Gallup, O’Donnell, Thompson, Tolhurst, Williams | 5:16  |
| 8.  | Prayers for Rain           | Smith, Gallup, O’Donnell, Thompson, Tolhurst, Williams | 6:05  |
| 9.  | The Same Deep Water as You | Smith, Gallup, O’Donnell, Thompson, Tolhurst, Williams | 9:19  |
| 10. | Disintegration             | Smith, Gallup, O’Donnell, Thompson, Tolhurst, Williams | 8:18  |
| 11. | Homesick                   | Smith, Gallup, O’Donnell, Thompson, Tolhurst, Williams | 7:06  |
| 12. | Untitled                   | Smith, Gallup, O’Donnell, Thompson, Tolhurst, Williams | 6:30  |

## Közreműködők
- Robert Smith – ének, gitár, billentyűk, hathúros basszusgitár; producer, hangmérnök
- Simon Gallup – basszusgitár, billentyűk
- Porl Thompson – gitár
- Boris Williams – dob
- Roger O’Donnell – billentyűk
- Lol Tolhurst – "egyéb hangszerek", valójában nem vett részt a munkálatokban
- David M. Allen – producer, hangmérnök
- Richard Sullivan – hangmérnök
- Roy Spong – hangmérnök

## Fordítás
Ez a szócikk részben vagy egészben a Disintegration (The Cure album) című angol Wikipédia-szócikk ezen változatának fordításán alapul.  Az eredeti cikk szerkesztőit annak laptörténete sorolja fel. Ez a jelzés csupán a megfogalmazás eredetét és a szerzői jogokat jelzi, nem szolgál a cikkben szereplő információk forrásmegjelöléseként.